# Luscinia
Luscinia är ett släkte av små tättingar som tidigare fördes till familjen trastar (Turdidae), men som idag placeras i familjen flugsnappare (Muscicapidae). Flera av släktets arter är välkända för sin vackra eller säregna sång.

## Taxonomi
Tidigare omfattade släktet fler arter men genetiska studier visar att de östasiatiska är närmare släkt med arter i Brachypteryx, Myiomela och Tarsiger, varför de har flyttats till släktena Larvivora och Calliope. Idag kvarstår tre arter medan en art har tillkommit:
- Näktergal (Luscinia luscinia)
- Sydnäktergal (Luscinia megarhynchos)
- Vitbukig näktergal (Luscinia phaenicuroides) – kallas tidigare "vitbukig rödstjärt" och placerades som ensam art i släktet Hodgsonius.
- Blåhake (Luscinia svecica)

Vissa taxonomiska auktoriteter har dock valt att begränsa Luscinia till enbart näktergal och sydnäktergal, behålla phaenicuroides i Hodgsonius och lyfta ut blåhaken till det egna släktet Cyanecula.

## Utbredning
Arterna inom släktet återfinns i de tempererade regionerna i Europa och Asien samt i Himalaya. Arterna är allesammans långflyttare som övervintrar i tropiska Afrika, Indien eller Sydostasien.

## Utseende och läte
Arterna inom släktet är små och satta och de mäter mellan 13 och 17 cm på längden. De har en upprätt hållning och knixar ofta med stjärten. Hos arterna näktergal och sydnäktergal är könen lika och de har brun ovansidan, vitaktig undersida med ljusa streck och rödbrun stjärt. Hos de resterande arterna har hanarna övervägande klarare färger än de mer brun- eller gråaktiga honorna. Dessa hanar har ofta mörkt blå eller svart, och röd, orange eller blå teckning på i varje fall strupen och vissa även på övre delen av bröstet eller större delar av kroppen. Flera av arterna har rödbruna partier på stjärten vilket ger dem en stjärtmönstring som påminner om stenskvättors och rödstjärtars.
Sången hos dessa arter är ofta komplex och musikalisk, speciellt hos de alldagligt bruna arterna näktergal och sydnäktergal.

## Ekologi

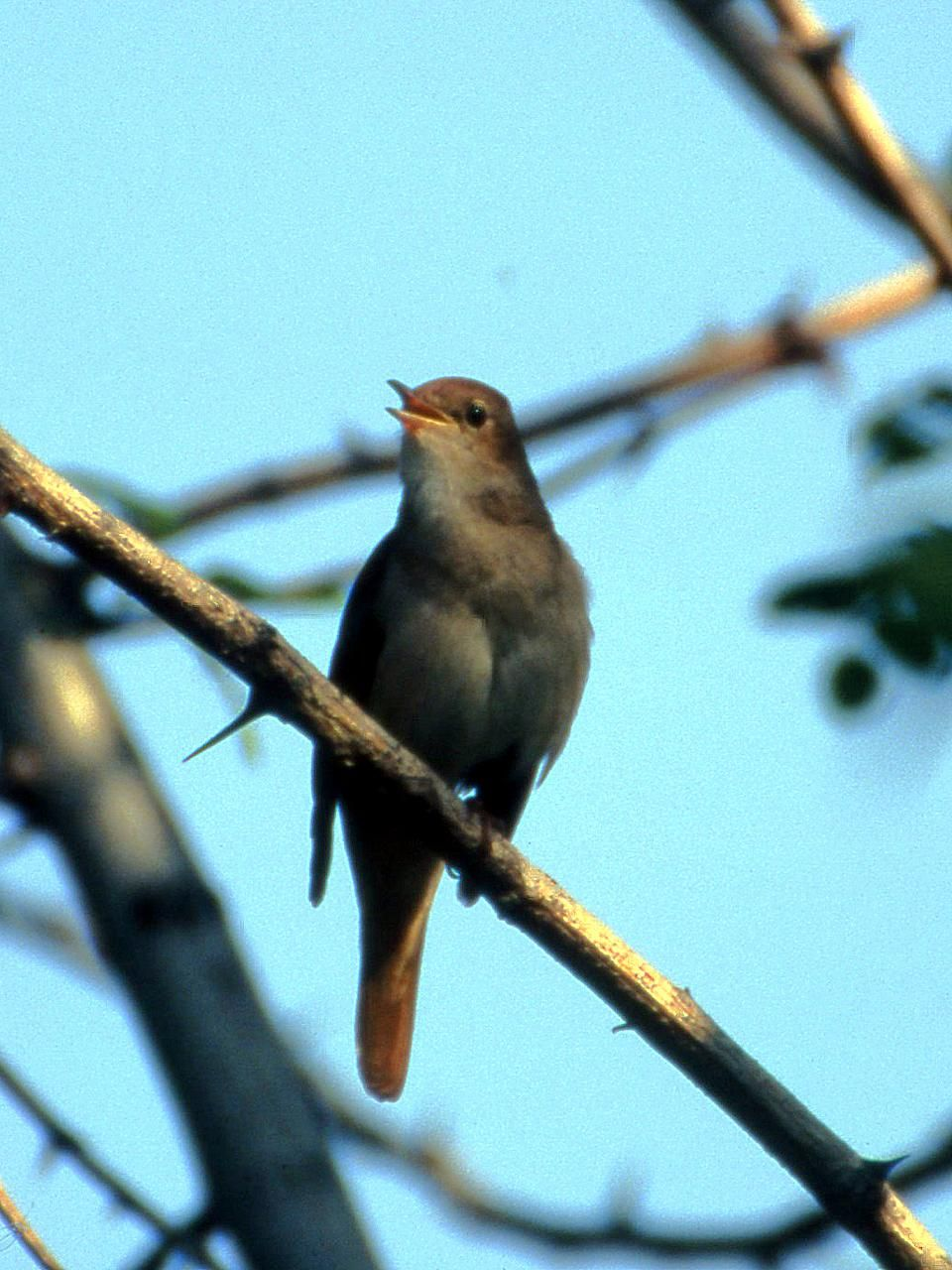
Sydnäktergal (Luscinia megarhynchos)

Den typiska häckningsbiotopen är buskmarker och skogar och deras skålformiga reden placeras ofta lågt i en buske. När de inte sjunger är de ofta svårsedda då de befinner sig i tät undervegetation. De uppehåller sig emellertid i sina vinterkvarter i öppnare terräng.
De är territoriella fåglar som ofta spejar efter insekter, maskar och andra ryggradslösa djur från en lågt placerad gren och födosöker för det mesta på marken där de hoppar på sina starka ben.